# Јевостеј
Јевостеј или Исвостеј (енгл. Ish-bosheth) познат и као Јесваил или Ишабаал је био најмлађи син израиљског краља Саула, који је преживео након пораза бици на брду Гилбоа, где су му погинули отац и тројица старије браће.
Проглашен је краљем уз активно учешће Авенира, Сауловог војсковође. У исто време Давид је постао краљ над племеном Јуде, што је довело до сукоба између двојице владара. Међутим, позиција Давида је постајала све јача, док је Јевостеј био слабији (2. Цар. 3: 1). Ситуацију је погоршала Авенирова веза са Сауловом конкубином. Јевостеј је изразио незадовољство оним што се догодило, што је заузврат изазвало бес војног вође, који је започео преговоре са Давидом. Међутим, тада је Авенера убио један од помоћника Јосејиног сина.
Јевостеју су остала два одреда војске: Венијаминови из Баана и Рихаба. Одлучивши да потраже наклоност од Давида, убили су уснулог Јевостеја, одсекли му главу и однели је у Хеброн. Међутим, Давид је ово сматрао гнусним чином и наредио да се убице казне (2. Цар. 4).